# Орлин Орлинов
Орлин Орлинов е бивш български футболист, нападател. Юноша на Олимпик (Тетевен). Играл е за Ботев-Бали (Дебелец) и Литекс. От пролетта на 2007 г. играе за Славия. За Литекс има 6 мача и 1 гол в контроли и 1 мач в А група. Бронзов медалист през 2006 г. Двукратен голмайстор на Юношеския турнир „Юлиян Манзаров“ през 2005 с 6 гола (носител на купата) и през 2006 г. с 4 гола (колкото има и Атанас Курдов от Левски Сф). За купата на УЕФА е изиграл 1 мач за Литекс. Има 14 мача и 1 гол за юношеския националния отбор.
През 2010 г. нанася побой на манекенката Катрин Вачева, за което през 2014 г. е осъден на 1,5 години условна присъда с 3 години изпитателен срок.